# Frank Rozendaal
Frank Gerard Rozendaal (né le 9 mai 1957 à Bloemendaal, mort le 3 décembre 2013) est un ornithologiste néerlandais qui mène notamment des recherches sur les oiseaux de l'Asie du Sud-Est. Il contribue également à la taxonomie des chauves-souris.

## Biographie
En 1979, il fait partie des cofondateurs de l'Association néerlandaise d'ornithologie. Il crée le logo de l'organe de presse qui représente une mouette rosée juvénile. Rozendaal dirige la section faisant autorité sur les oiseaux de l'Asie-Pacifique dans ce journal jusqu'en 1994.
En 1981, il publie un rapport sur les travaux ornithologiques du naturaliste néerlandais Max Bartels (1871-1936) et de ses fils dans l'actuelle Indonésie et un article sur l'œuvre d'Andries Hoogerwerf. En 1984, il décrit la chauve-souris Syconycteris carolinae qu'il nomme en hommage à son épouse Caroline Rozendaal-Kortekaas, biologiste et assistante de son mari dans ses travaux sur le terrain. La même année, il est diplômé en biologie à Utrecht et à l'université de Leyde. En 1985, il découvre la Ninoxe rouilleuse (Ninox ios) qui est décrite par Pamela C. Rasmussen en 1999. Lors d'une visite sur le terrain dans l'île de Bacan en 1985, les Rozendaal découvrent l'espèce de cigale Diceropyga bacanensis décrite par J. P. Duffels en 1988. La même année, il découvre à Sangir la libellule Celebophlebia carolinae. En compagnie de Frank R. Lambert, Rozendaal mène des enquêtes sur le passereau Coracornis sanghirensis et sur le Tchitrec de Rowley sur les îles Sangihe entre mai et juin 1985, sans parvenir à les retrouver. Les deux espèces sont officiellement redécouvertes en 1995 et 1998. En 1987, il décrit la Bouscarle des Tanimbar (Cettia carolinae), qui tient également son nom de son épouse. En 1990, il écrit un article sur les vocalisations et la taxonomie de l'engoulevent des Célèbes (Caprimulgus celebensis). En 1993, il décrit la sous-espèce de Brève à dos bleu, Pitta soror flynnstonei, nommée en référence au photographe du Time, Sean Flynn, et au caméraman Dana Stone, présumés assassinés lors de la terreur khmère rouge au Cambodge au début des années 1970 et dont les corps sont découverts en 1991. En 2000, il a décrit la Bouscarle de Taïwan (Locustella alishanensis) (en collaboration avec Rasmussen). Accompagné de George Sangster, il décrit l'engoulevent de Mees (Caprimulgus meesi) en 2004, qui doit son nom à Gerlof Mees.
Outre ses intérêts ornithologiques, Rozendaal est artiste et photographe, notamment sur les avions et le hockey sur gazon. Il meurt des suites d'une maladie foudroyante le 3 décembre 2013. Il laisse dans le deuil son épouse Caroline et son fils Max.
En 1984, Rozendaal reçoit l'hommage de Charles M. Francis et John Edwards Hill qui baptisent la chauve-souris Murina rozendaali.

## Source de la traduction
- (en) Cet article est partiellement ou en totalité issu de l’article de Wikipédia en anglais intitulé « Frank Rozendaal » (voir la liste des auteurs).